# Filmoteca Vaticana
La Filmoteca Vaticana è stata istituita da papa Giovanni XXIII il 16 novembre 1959 e conserva 7.000 titoli tra cortometraggi e lungometraggi muti e sonori sui pontefici, film commerciali di rilievo artistico e tematico e documentari di attualità su varie tematiche.
La Filmoteca Vaticana ha sede nel Pontificio consiglio delle comunicazioni sociali a Palazzo San Carlo.
Le pellicole sono conservate in celle con temperatura costante di circa 16° gradi ed umidità al 30%.

Nella Filmoteca Vaticana è conservata una delle prime pellicole girate in Italia, Sua Santità papa Leone XIII di William K.L. Dickson del 1898 e il primo lungometraggio italiano con effetti speciali, L'Inferno di Giuseppe Berardi e Arturo Busnengo del 1911 che è stato anche digitalizzato sotto la direzione artistica del regista Ettore Pasculli.
Nel 2014 la Filmoteca Vaticana ha completato il restauro e la digitalizzazione del Il Vangelo secondo Matteo di Pier Paolo Pasolini.
Inoltre assieme alla Cineteca Nazionale ha contribuito a restaurare il film Guerra alla guerra di Romolo Marcellini e Giorgio Simonelli del 1948.